# سمردراژ
سمردراژ (به صربی: Semedraž) یک روستا در صربستان است که در Moravica District واقع شده‌است.
 سمردراژ  ۲۶۴ نفر جمعیت دارد.